# مسييه 61
مسييه 61 أو م61 (بالإنجليزية: Messier 61 أوM61 أو طبقا ل الفهرس العام الجديد NGC 4303) هي مجرة حلزونية تقع في كوكبة العذراء، تبعد عن الأرض نحو 55 مليون سنة ضوئية. اكتشفها برنابوس أورياني في 5 مايو 1779.
وهذه المجرة هي إحدى المجرات الكبيرة في تجمع العذراء نحو 2000 من المجرات.
وقد شوهدت 6 مستعرات عظيمة حدثت في مجرة مسييه 61 وهي:

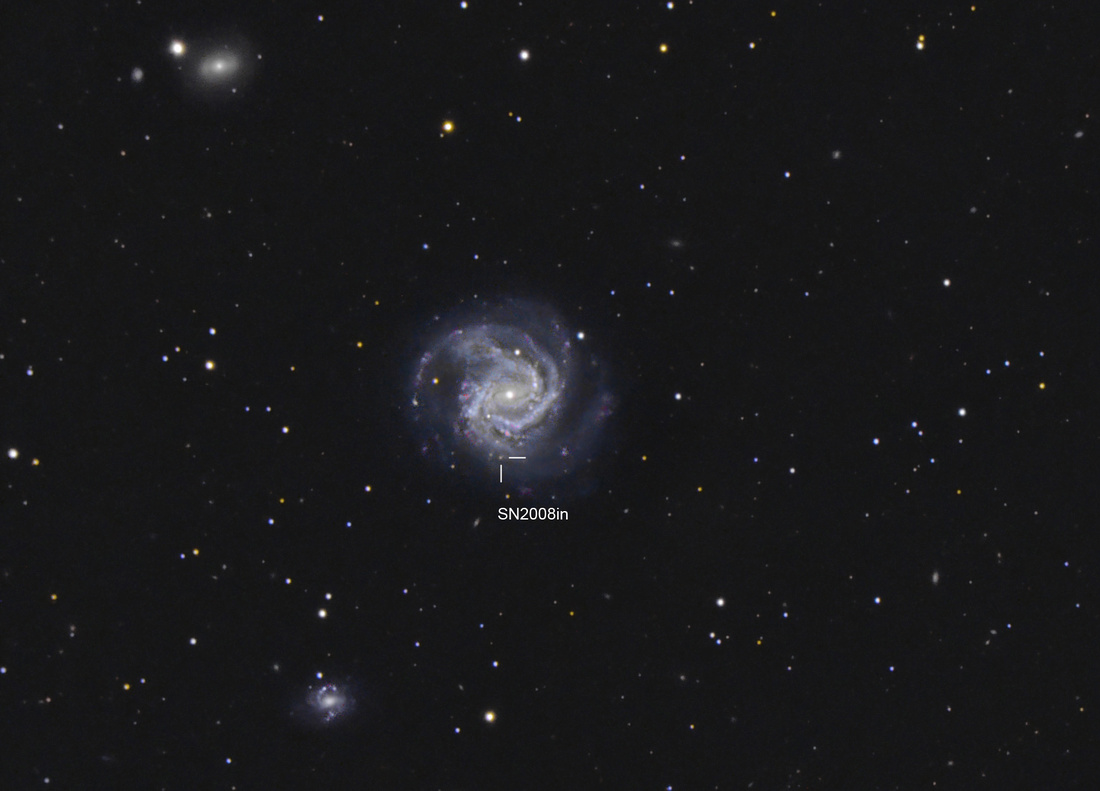
صورة مسييه 61 التقطها أحد الهواة أثناء المستعر الأعظم الذي حدث في 16 أبريل 2008

- SN 2008in
- SN 2006ov
- SN 1999gn
- SN 1964F
- SN 1961I
- SN 1926A

## خصائص المجرة مسييه 61
- مساحته المرئية: 6.5 × 5.8 دقيقة قوسية.
- درجة اللمعان: 10.2 قدر ظاهري.
- السرعة الخارجية: 1566 كيلومتر/الثانية.
- سرعة المركز: 1480 كيلومتر/الثانية.
- البعد عن الأرض: 52.5 مليون سنة ضوئية.

## اقرأ أيضا

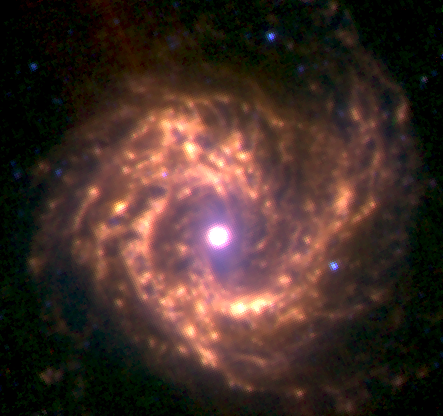
صورة للأشعة تحت الحمراء الصادرة من المجرة مسييه 61.

- علم الفلك للأشعة السينية
- سداسية زايفرت
- سكوربيوس إكس-1
- قزم أبيض
- عملاق أحمر
- نجم
- نجم نيوتروني
- مجرة
- الانفجار العظيم
- خط زمني للانفجار العظيم
- ثقب أسود
- نابض
- نجم متغير
- متغير سيفيدي
- نجم الدجاجة إكس-1

## وصلات خارجية
- موقع الكون

1. 1 2 3 4  مذكور في: سيمباد.
2. 1 2 3 4  "Messier 61". اطلع عليه بتاريخ 2018-06-11.
3. ↑  مذكور في: فيزير. لغة العمل أو لغة الاسم: الإنجليزية.
4. ↑  Brian A. Keeney (2014). "Absorption-line detections of 10^5^-10^6^ K gas in spiral-rich groups of galaxies". The Astrophysical Journal Letters (بالإنجليزية): 128. DOI:10.1088/0004-637X/791/2/128.
5. ↑  "ESO's Very Large Telescope Focuses on Messier 61". اطلع عليه بتاريخ 2018-06-11.
6. ↑  Katherine Alatalo (4 Mar 2011). "The ATLAS3D project - I. A volume-limited sample of 260 nearby early-type galaxies: science goals and selection criteria". Monthly Notices of the Royal Astronomical Society (بالإنجليزية) (2): 813–836. DOI:10.1111/J.1365-2966.2010.18174.X.
7. 1 2 3 4 5 6  "جايا داتا الإصدار 2". VizieR Online Data Catalog (بالإنجليزية): I/345. 25 Apr 2018.
8. ↑  آر. برينت تولى (2015). "Galaxy groups: a 2MASS catalog". المجلة الفلكية ع. 5: 171. DOI:10.1088/0004-6256/149/5/171.
9. ↑  مذكور في: سيمباد. لغة العمل أو لغة الاسم: الإنجليزية. الوصول: 6 مارس 2014.
10. ↑  "قاعدة بيانات آيباك لناسا للأجرام خارج المجرة" (بالإنجليزية). Retrieved 2014-03-06.{{استشهاد ويب}}:  صيانة الاستشهاد: لغة غير مدعومة (link)
11. ↑  Chengze Liu (Sep 2014). "The GALEX Ultraviolet Virgo Cluster Survey (GUViCS) III. The ultraviolet source catalogs". مجلة علم الفلك والفيزياء الفلكية (بالإنجليزية): 124–124. DOI:10.1051/0004-6361/201322511.
12. ↑  Armando Gil de Paz (ديسمبر 2007). "The GALEX Ultraviolet Atlas of Nearby Galaxies". The Astrophysical Journal Supplement Series ع. 2: 185–255. DOI:10.1086/516636.
13. ↑  "List of Supernovae". المكتب المركزي الدولي للبرقيات الفلكية. مؤرشف من الأصل في 2011-01-11. اطلع عليه بتاريخ 2008-12-30.